# Itinerario di Sigerico

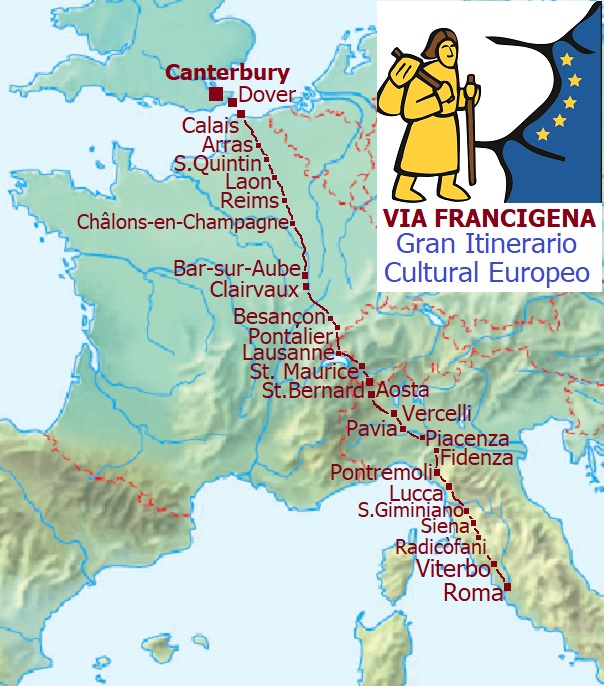
L'Itinerario di Sigerico

L'Itinerario di Sigerico è la relazione di viaggio più antica in riferimento alla via Francigena o Romea, il percorso di pellegrinaggio che portava a Roma e che costituiva, in epoca medioevale, una delle più importanti vie di comunicazione europee. Prende il nome da Sigerico, arcivescovo di Canterbury alla fine del X secolo, recatosi a Roma e autore di un diario di viaggio.

## Storia
L'itinerario iniziò ad affermarsi quando il re longobardo Rotari, a seguito della conquista della costa ligure (denominata Provincia Maritima Italorum) e della fortezza della Cisa, stabilirà una via principale di comunicazione che successivamente, con Sigerico, diventerà nota come la "via Francigena di monte Bardone". L'arteria diventerà l'asse delle successive comunicazioni logistiche militari per il sud della penisola italica.
L'itinerario fu compiuto nel 990 dall'arcivescovo Sigerico di ritorno da Roma dove aveva ricevuto il Pallio dalle mani del Papa. 
L'arcivescovo inglese descrive le 79 tappe del suo itinerario verso Canterbury, annotandole in un diario. La descrizione del percorso è assai precisa anche per ciò che riguarda i punti di sosta (Mansio). 
Le informazioni contenute nella cronaca di Sigerico, così come quelle del Leiðarvísir di Nikulás da Munkaþverá, partito dall'Islanda, sono molto utili per stabilire quale fosse il tracciato originario della Francigena.

## La cronaca
Il testo originario della cronaca recita:
Mane ad Sanctam Mariam rotundam : ad sanctos apostolos : ad Sanctus Johannes in Laterane. Inde reficimus cum domini apostolico Johanno : deinde ad Jerusalem : ad Sanctam Mariam majorem : ad Sanctum Petrum ad Vincula : ad Sanctum Laurentium ubi corpus ejus assatus fuit.
Iste sunt submansiones de Roma usque ad mare. I Urbs Roma. Il Johannis VIIII. III Bacane.
IIII Suteria. V Furcari. VI Sce Valentine. VII Sce Flaviane. VIII Sca Cristina. IX Aquapendente.
X Sce Petir in Pail. XI Abricula. XII Sce Quiric. XIII Turreiner. XIV Arbia. XV Seocine. XVI Burgenove. XVII Aelse. XVIII Sce Martin in Fosse. XIX Sce Gemiane. XX Sce Maria Glan. XXI Sce Peter Currant. XXII Sce Dionisii. XXIII Arne Blanca. XXIII Aqua Nigra. XXV Forcri. XXVI Luca. XXVII Campmaior. XXVIII –Luna. XXIX Sce Stephane. XXX Aguilla. XXXI Puntremel. XXXII Sce Benedicte. XXXIII Sce Moderanne. XXXIV Philemangenur. XXXV Metane. XXXVI Sce Domnine. XXXVII Floricum. XXXVIII Placentia. XXXIX Sce Andrea. XL Sce Cristine. XLI Pamphica. XLII Tremel. XLIII Vercel. XLIV Sca Agath. XLV Everi. XLVI Publei. XLVII Agusta. XLVIII Sce Remei. XLIX Petrecastel. L Ursiores. LI Sce Maurici. LII Burbulei. LIII Vivaec. LIV Losanna. LV Urba. LVI Antifern. LVII Punterlin. LVIII Nos. LIX Bysiceon. LX Cuscei. LXI Sefui. LXII Grenant. LXIII Oisma. LXIV Blaecuile. LXV Bar. LXVI Breone. LXVII Domaniant. LXVIII Funtaine. LXIX Chateluns. LXX Rems. LXXI Corbunei. LXXII Mundlothuin. LXXIII Martinwaeth. LXXIV Duin. LXXV Atherats. LXXVI Bruwaei. LXXVII Teranburh. LXXVIII Gisne. LXXX Sumeran.»
Delle settantanove località attraversate da Sigerico nell'itinerario originale, trentaquattro sono le città: Canterbury, Calais, Bruay, Arras, Reims, Châlons-sur-Marne, Bar-sur-Aube, Besançon, Pontarlier, Losanna, Gran San Bernardo, Aosta, Ivrea, Santhià, Vercelli, Pavia (deviazione per Bobbio), Santa Cristina, Piacenza, Fiorenzuola d'Arda, Fidenza, (deviazione per Parma), Fornovo di Taro, Pontremoli, Aulla, Luni, Carrara, Camaiore, Lucca, Porcari, Altopascio, San Genesio, San Gimignano, Colle di Val d'Elsa, Siena, San Quirico d'Orcia, Acquapendente, Bolsena, Montefiascone, Viterbo, Sutri, Roma.
Sigerico impiegò 79 giorni a percorrere, perlopiù a piedi, tutti i 1 600 chilometri del tragitto. La percorrenza media di viaggio fu quindi di 20 km circa al giorno.

## Itinerario
La ricostruzione dell'itinerario ha individuato le 80 tappe (submansio) del resoconto di Sigerico, nelle seguenti località di Italia, Svizzera, Francia e Inghilterra.

### In Italia

#### Lazio
- I Urbs, Roma, Città Leonina,
- II Johannis VIIII, oggi La Storta,
- III Bacane, oggi Valle di Baccano, nel comune di Campagnano di Roma,
- IIII Suteria, oggi Sutri,
- V Furcari, oggi chiesa di Santa Maria in Foro Cassio, nei pressi di Tre Croci, frazione di Vetralla,
- VI Sce Valentine, oggi Bullicame presso Viterbo,
- VII Sce Flaviane, oggi chiesa di San Flaviano a Montefiascone,
- VIII Sca Cristina, oggi basilica di Santa Cristina a Bolsena,
- IX Aquapendente, oggi Acquapendente.

#### Toscana
- X Sce Petir in Pail., oggi Podere Voltole nel comune di Abbadia San Salvatore,
- XI Abricula, oggi Le Briccole o anche Bricola nel comune di Castiglione d'Orcia,
- XII Sce Quiric., oggi San Quirico d'Orcia,
- XIII Turreiner., oggi Torrenieri, nel comune di Montalcino,
- XIV Arbia, oggi Ponte d'Arbia, nel comune di Monteroni d'Arbia,
- XV Seocine, oggi Siena,
- XVI Burgenove, oggi Abbadia a Isola nel comune di Monteriggioni,
- XVII Aelse, oggi Pieve d'Elsa, nei pressi di Gracciano d'Elsa, nel comune di Colle di Val d'Elsa,
- XVIII Sce Martin in Fosse, oggi Molino d'Aiano, nel comune di Colle di Val d'Elsa,
- XIX Sce Gemiane, oggi San Gimignano,
- XX Sce Maria Glan., oggi Pieve di Santa Maria Assunta a Chianni, nel comune di Gambassi Terme,
- XXI Sce Peter Currant., oggi Pieve dei Santi Pietro e Paolo a Coiano, nel comune di Castelfiorentino,
- XXII Sce Dionisii, oggi Borgo San Genesio, sito archeologico nel comune di San Miniato,

Attraversamento dell'Arno.
- XXIII Arne Blanca, oggi Fucecchio,
- XXIV Aqua Nigra, oggi Ponte a Cappiano nel comune di Fucecchio,
- XXV Forcri, oggi Porcari,
- XXVI Luca, oggi Lucca,
- XXVII Campmaior, oggi Camaiore.

#### Liguria
- XXVIII Luna, oggi Luni, sito archeologico presente nel comune omonimo,
- XXIX Sce Stephane, oggi Santo Stefano di Magra.

#### Toscana
- XXX Aguilla, oggi Aulla,
- XXXI Puntremel, oggi Pontremoli,
- XXXII Sce Benedicte, oggi Montelungo, nel comune di Pontremoli.

Per il Passo della Cisa.

#### Emilia-Romagna
- XXXIII Sce Moderanne, oggi Berceto,
- XXXIV Philemangenur, oggi Felegara, nel comune di Medesano (o forse Fornovo di Taro, oppure ancora località I Filagni qualche chilometro a nord di Fornovo),
- XXXV Metane, oggi Medesano (o forse Costamezzana nel comune di Noceto),
- XXXVI Sce Domnine, oggi Fidenza,
- XXXVII Floricum, oggi Fiorenzuola d'Arda,
- XXXVIII Placentia, oggi Calendasco.

Attraversamento del Po.

#### Lombardia
- XXXIX Sce Andrea, oggi Corte Sant'Andrea frazione del comune di Senna Lodigiana,
- XL Sce Cristine, oggi Santa Cristina,
- XLI Pamphica, oggi Pavia,
- XLII Tremel, oggi Tromello.

#### Piemonte
- XLIII Vercel, oggi Vercelli,
- XLIV Sca Agath., oggi Santhià,
- XLV Everi, oggi Ivrea.

#### Valle d'Aosta
- XLVI Publei, oggi Pontey, (o forse Montjovet) ,
- XLVII Agusta, oggi Aosta,
- XLVIII Sce Remei, oggi Saint-Rhémy-en-Bosses.

Per il passo del Gran San Bernardo.

### In Svizzera

#### Canton Vallese
- XLIX Petrecastel, oggi Bourg-Saint-Pierre,
- L Ursiores, oggi Orsières,
- LI Sce Maurici, oggi Saint-Maurice e Abbazia territoriale di San Maurizio d'Agauno.

#### Canton Vaud
- LII Burbulei, oggi Versvey nel comune di Yvorne, presso Aigle,
- LIII Vivaec, oggi Vevey,
- LIV Losanna, idem Losanna,
- LV Urba, oggi Orbe,

### In Francia

#### Franca Contea
- LVI Antifern, oggi Jougne, Cappella di Saint-Maurice,
- LVII Punterlin, oggi Pontarlier,
- LVIII Nos, oggi Nods,
- LIX Bysiceon, oggi Besançon,
- LX Cuscei, oggi Cussey-sur-l'Ognon,
- LXI Sefui, oggi Seveux.

#### Champagne-Ardenne
- LXII Grenant, idem Grenant,
- LXIII Oisma, oggi Humes nel municipio di Humes-Jorquenay,
- LXIV Blaecuile, oggi Blessonville,
- LXV Bar, oggi Bar-sur-Aube,
- LXVI Breone, oggi Brienne-la-Vieille,
- LXVII Domaniant, oggi Donnement,
- LXVIII Funtaine, oggi Fontaine-sur-Coole, nel municipio Faux-Vésigneul,
- LXIX Chateluns, oggi Châlons-en-Champagne,
- LXX Rems, oggi Reims.

#### Piccardia
- LXXI Corbunei, oggi Corbeny,
- LXXII Mundlothuin (in Monte Loduni), oggi Laon,
- LXXIII Martinwaeth (Martini Vadum), oggi Seraucourt-le-Grand,
- LXXIV Duin, oggi Doingt.

#### Nord-Passo di Calais
- LXXV Atherats, oggi Arras,
- LXXVI Bruwaei, oggi Bruay-en-Artois o Bruay-la-Buissière,
- LXXVII Teranburh, oggi Thérouanne,
- LXXVIII Gisne, oggi Guînes,
- LXXIX (?)
- LXXX Sumeran, oggi Sombre (in olandese Someren) presso Wissant.

Per il Canale della Manica.

### In Inghilterra

#### Kent
- (?), oggi Dover.
- (?), oggi Canterbury.